# Такаґі Мотокі
Мотокі Такаґі (яп. 高城元気, Такаґі Мотокі, нар. 4 жовтня 1980, Канаґава, Японія) — відомий японський сейю та співак. Озвучила понад 14 аніме з 2000 року досі. Найкращі ролі в: Loveless, Claymore, Досягти Терри, «Еф — історія спогадів».
Хобі та навички: написання пісень, спів (караоке), гра в бадмінтон, створення п'єс, гра у відеоігри і кендо (2-й дан), ґрати Hayasi-барабан, танці.

## Ролі

### 2013
- Makai Ouji: Devils and Realist — Айзек

### 2012
- З Нового світу — Мамору Іто (14 років)
- Brave 10 — Каманосуке Юрі

### 2010
- Чу-Бра!! — Кота

### 2009
- Souten Kouro — Юань Шао в 10 років/Цао Жень у дитинстві

### 2008
- Еф - історія мелодій — Рендзі Асо
- Персона: Душа трійці — Сотаро Сено

### 2007
- Еф - історія спогадів — Рендзі Асо
- Зомбі на довірі — Інубасірі
- Досягти Терри [ТВ] — Єна Мацука
- Claymore — Лаки

### 2006
- Рожевий Метелик, войовниця в негліже [ТВ] — Курімото

### 2005
- Проект Кірамекі — Тото
- Loveless — Мідорі Арай
- Закон Уекі — Хаяо Адаті
- Даремні Звірятка — Урунов

### 2004
- Любов близнюків — Нодзому Футамі

### 2003
- Ві Дюран — Ем

### Драми CDs
- Aijin Incubus (Romio Aira)
- News Center no Koibito (Yuzuki Kojima)
- Yurigaoka Gakuen series 1: Heart mo Ace mo Boku no Mono (Jin Houjou)
- Yurigaoka Gakuen series 2: Kimidake no Prince ni Naritai (Jin Houjou)

### Дубляж
- Hot Wheels AcceleRacers Як (Vert Вілер)
- Hot Wheels World Race як (Vert Вілер)